# Silo de Miranda de Ebro
El silo de Miranda de Ebro es un antiguo silo de grano situado en el municipio español de Miranda de Ebro, en la provincia de Burgos. Se encuentra ubicado junto a las instalaciones ferroviarias.

## Historia
Su construcción respondió a una premeditada organización para el almacenamiento de cereal, dentro de la política implementada por el régimen franquista a través del Servicio Nacional del Trigo. El silo entró en servicio en 1967 y contaba con una capacidad de almacenamiento de 7.500 toneladas. Con posterioridad, la unidad pasaría a manos del Servicio Nacional de Cereales (SNC) en 1969 y, dos años después, del Servicio Nacional de Productos Agrarios (SENPA).

## Características
Se trata de un silo del tipo B. Las unidades de esta tipología poseen una altura máxima de 40 metros, estando constituida su estructura de hormigón armado por un conjunto de celdas cuadrangulares de ladrillo armado; cada celda cuadrangular tiene un diámetro de 3,75 metros. La estructura del edificio se organizaba en forma de L y su estilo arquitectónico se caracteriza por la influencia del estilo internacional. La unidad cuenta con una capacidad de almacenamiento de 7.500 toneladas.
Las instalaciones estaban enlazadas con la red ferroviaria a través de un ramal que partía de la cercana estación de Miranda de Ebro, un importante nudo de comunicaciones en el que se bifurcaban varias líneas. Esta derivación se prolongaba en una vía destinada a la carga del grano.